# متلازمة كوهين
متلازمة كوهين (بالإنجليزية Cohen syndrome) وهو معروف أيضا باسم متلازمة بيبر William Pepper أو متلازمة سيرفانكا (باللاتينية: Jaroslav Cervenka)، وسميت بعد ذلك باسم مايكل كوهين (بالإنجليزية: Michael Cohen). وهي اضطراب وراثي نادر يسبب إعاقة عقلية وحركية تتراوح درجتها بين المتوسطة والشديدة، وتتميز أعراضها بصغر في حجم الرأس ونقص في التوتر العضلي والذي بدوره يؤدي إلى ارتخاء في العضلات يصاحبه مرونة في المفاصل، ويؤدي أيضا لى اعتلال صبغي في شبكية العين مع قصر في النظر، و انخفاض في عدد خلايا الدم البيضاء، بالإضافة إلىسمنة متركزة في جذع الجسم.

## الأعراض
- قلة حركة الجنين.
- صعوبات في التنفس والرضاعة.
- نقص في التوتر العضلي يؤدي إلى ارتخاء في العضلات.
- بكاء شبيه بمواء صغار القطط.
- قلة الوزن عند الولادة
- السمنة
- صغر في حجم الرأس يظهر خلال السنة الأولى من العمر.
- شعر كثيف وحواجب كثيفة مع طول في الأهداب.
- بروز شوكة الأنف.
- تأخر في اكتساب المهارات مقارنة بأقرانه.
- مشاكل في العين والنظر.
- قصر القامة.
- ضعف النمو.
- نقص في خلايا الدم البيضاء
- التهابات متكررة في الطبقة الوعائية البصلية في العين.
- نقص في التوتر العضلي.
- زيادة في مرونة المفاصل.
- جنف.
- حدب في العمود الفقري.
- قدم مسحاء.
- أصابع نحيلة وقصيرة نوعا ما.

## العلاج
لا يوجد علاج لمتلازمة كوهين. وإنما يركز التعامل معها على تخفيف بعض الأعراض البدنية، مثل تأخر النمو و معالجة الأعراض وتفادي المضاعفات المتوقعة عن طريق المتابعة المستمرة. فمثلا للتأكد من سلامة العينين وعدم وجود نقص في حدة النظر، مشاكل انحراف أو اعتلال صبغي في الشبكية. ومن ثم يعطى المريض مواعيد سنوية للمتابعة حتى يتم اكتشاف هذه الأمراض في وقت مبكر و التدخل لعلاجها.
2. يجب أيضا التأكد من عدم وجود نقص في خلايا الدم البيضاء عند تشخيص المرض ومتابعة ذلك بشكل دوري خاصة عند وجود علامات التهابات كارتفاع درجة حرارة الجسم وما شابه ذلك. وإذا وجد أن المريض مصاب بذلك فإن إحدى الأساليب العلاجية التي تؤخذ بعين الاعتبار إعطاء المريض محفزات لإنتاج الخلايا المحببة (بالإنجليزية: G-CSF).
3. إدراج المريض في برامج التأهيل البدني والمهني وبرامج علاج التخاطب بما يتناسب مع مستوى الإعاقة البدنية والعقلية ولا يخفى أهمية المبادرة بذلك في وقت مبكر والمتابعة المستمرة لضمان نتائج أفضل.